# Pavare pentagonală Cairo
În geometrie o pavare pentagonală Cairo este o pavare a planului euclidian cu pentagoane convexe congruente, formate prin suprapunerea a două pavări ale planului cu hexagoane și numit astfel datorită unui proiect de pavaj în Cairo. Este, de asemenea, numită rețeaua lui MacMahon după Percy Alexander MacMahon, care a descris-o în lucrarea sa din 1921 New Mathematical Passtimes. John Horton Conway a numit-o 4-fold pentille.
O infinitate de pentagoane diferite pot forma acest tipar, aparținând la două dintre cele 15 familii de pentagoane convexe care pot pava planul⁠(d). Dalele lor au simetrii diferite; toate sunt simetrice față cu față. O formă particulară a dalelor, duală a pavării pătrate snub, are dale cu perimetrul minim posibil printre toate dalele pentagonale. O alta, care suprapune două pavări cu hexagoane regulate aplatizate, este forma utilizată în Cairo, care are proprietatea că fiecare latură este coliniară cu infinite alte laturi.
În arhitectură, pavarea Cairo a fost folosită în arhitectura mogulă⁠(d) în India secolului al XVIII-lea, la începutul secolului al XX-lea la Laeiszhalle, în Germania, precum și în multe clădiri și instalații moderne. De asemenea, a fost studiată  ca o structură cristalină și apare în arta lui M. C. Escher.

## Structură și clasificare
Reuniunea tuturor laturilor pavării Cairo este aceeași cu reuniunea a două pavări ale planului cu hexagoane, suprapuse. Fiecare hexagon al unei pavări înconjoară două vârfuri ale celeilalte pavări și este împărțit de hexagoanele celeilalte pavări în patru pentagoane ale pavării Cairo. O infinitate de pentagoane diferite pot forma pavări Cairo, toate cu același model de adiacență între dale și cu aceeași descompunere în hexagoane, dar cu lungimi ale laturilor, unghiuri și simetrii diferite. Pentagoanele care formează aceste pavări pot fi grupate în două familii infinite diferite, extrase din cele 15 familii de pentagoane convexe care pot pava planul, și cele cinci familii de pentagoane găsite de Karl Reinhardt în 1918, care poate pava izoedric planul (toate dalele sunt simetrice una față de alta).
Una dintre aceste două familii este formată din pentagoane care au două unghiuri drepte neadiacente, cu o pereche de laturi de lungime egală care se întâlnesc în fiecare dintre aceste unghiuri drepte. Orice pentagon care îndeplinește aceste cerințe pavează planul prin copii care, la colțurile în unghi drept alese, sunt rotite la un unghi drept una față de cealălală. Pe laturile pentagonului care nu sunt adiacente unuia dintre aceste două unghiuri drepte, două dale se întâlnesc rotite cu un unghi de 180° una față de cealaltă. Rezultatul este o pavare izoedrică, ceea ce înseamnă că orice dală a pavării poate fi transformată în orice altă dală printr-o simetrie a pavării. În lista tipurilor de pentagoane care pot pava planul, aceste pentagoane și pavările lor sunt adesea enumerate ca fiind „de tip 4”. Pentru orice pavări Cairo de tip 4, douăsprezece din acele dale pot acoperi suprafața unui cub, cu o pavare îndoită pe fiecare latură a cubului și având trei unghiuri drepte de dale care se întâlnesc la fiecare vârf al cubului, pentru a forma aceeași structură combinatorică ca și dodecaedrul.
Cealaltă familie de pentagoane care formează pavări Cairo este formată din pentagoane care au două unghiuri complementare în vârfuri neadiacente, în fiecare vârf fiind incidente câte aceleași două laturi de lungimi diferite. În pavările lor, vârfurile cu unghiuri complementare alternează în jurul fiecărui vârf de grad patru. Pentagoanele care îndeplinesc aceste constrângeri nu sunt, în general, enumerate ca una dintre cele 15 familii de pentagoane care pavează; mai degrabă ele fac parte dintr-o familie mai mare de pentagoane (pentagoane „de tip 2”) care pavează izoedric într-un mod diferit.
Pavările Cairo simetrice bilateral sunt formate din pentagoane care aparțin atât familiilor de tip 2, cât și familiei de tip 4. Modelul de pavaj de tip împletitură de coș poate fi văzut ca un caz degenerat al pavărilor Cairo simetrice bilateral, cu fiecare cărămidă (un dreptunghi {\displaystyle 1\times 2}) interpretată ca un pentagon cu patru unghiuri drepte și un unghi de 180°.

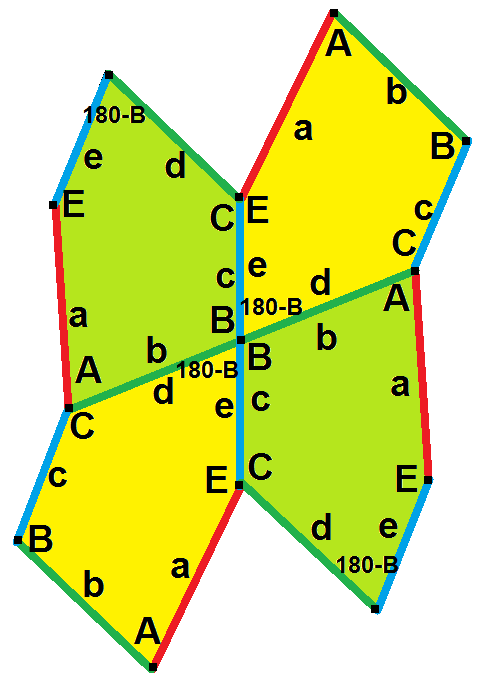
Dalele Cairo de tip 2 au unghiuri complementare neadiacente, cu aceleași două lungimi de laturi adiacente
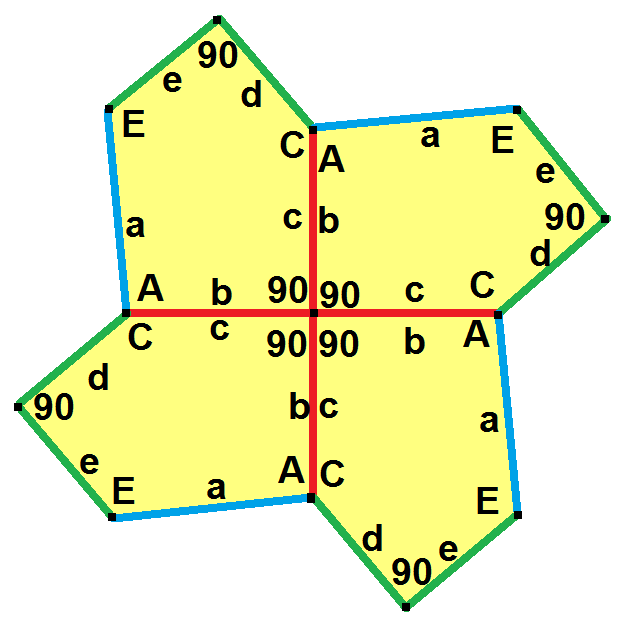
Dalele de tip 4 au unghiuri drepte neadiacente între perechi de laturi de lungimi egale
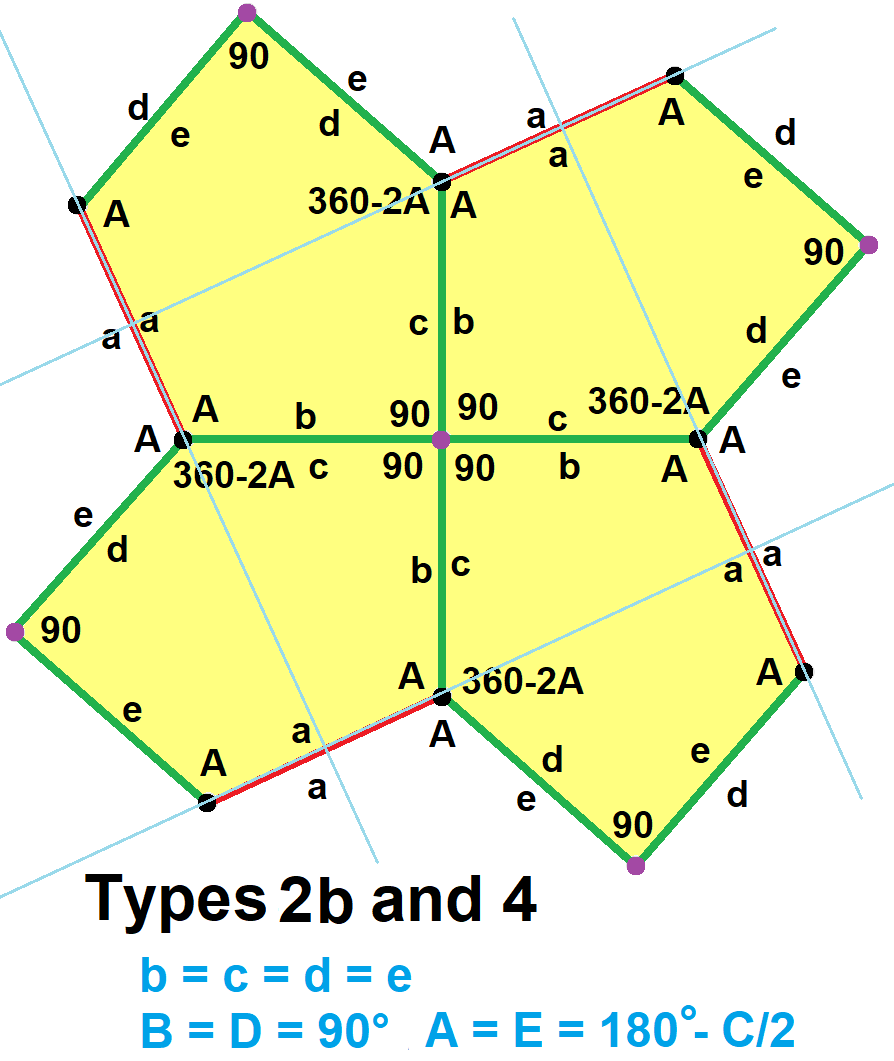
Pavările simetrice bilateral (aparținând ambelor tipuri) folosesc dale cu unghiuri drepte neadiacente și patru laturi egale

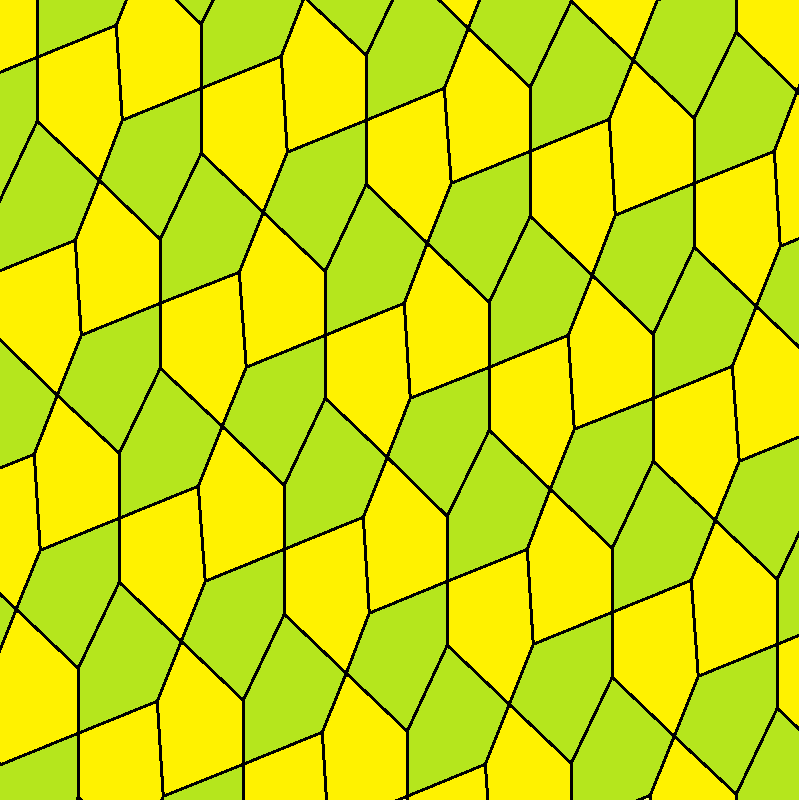
Pavare Cairo de tip 2, cu colorare care arată dale reflectate și nereflectate
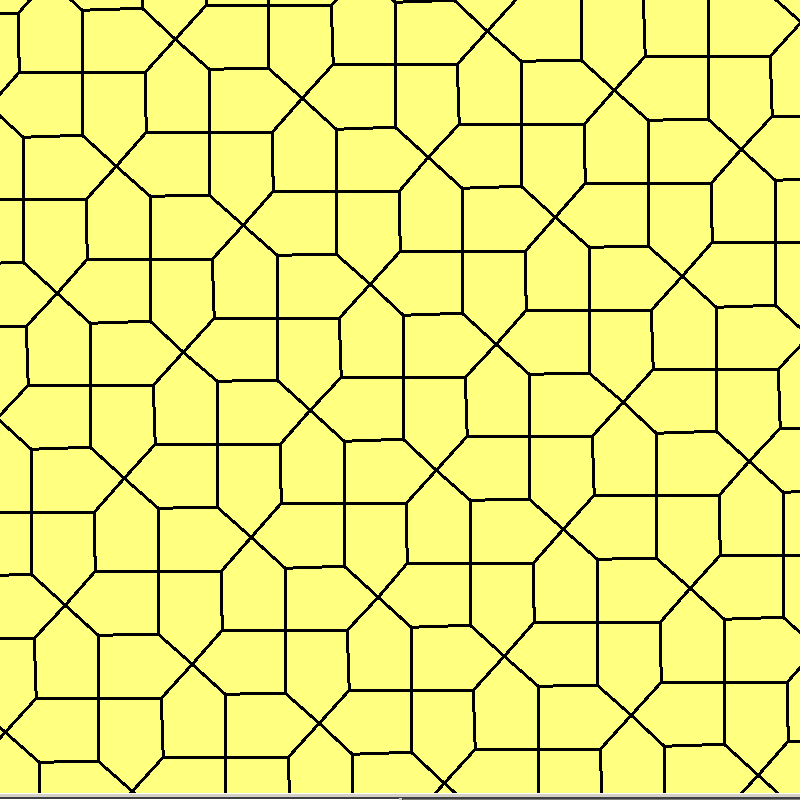
Într-o pavare chirală de tip 4, pentagoanele pot fi simetrice bilateral chiar și atunci când pavarea nu este
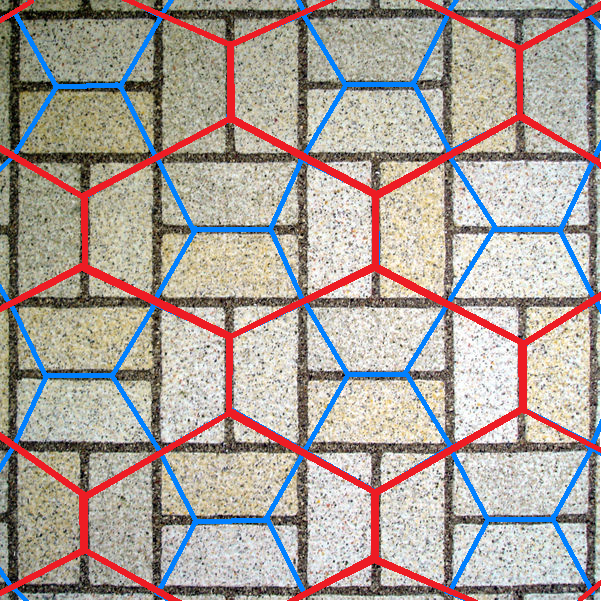
Împletitură de coș, o pavare degenerată simetrică bilateral, cu pavarea nedegenerată suprapusă

Este posibil să se atribuie pentagoanelor coordonate în formă de întregi și jumătate într-un spațiu cu șase dimensiuni astfel încât numărul de pași de la latură la latură între oricare două pentagoane să fie egal cu L1 între coordonatele lor. Cele șase coordonate ale fiecărui pentagon pot fi grupate în două triplete de coordonate, în care fiecare triplet oferă coordonatele unui hexagon într-un sistem de coordonate tridimensional analog pentru fiecare dintre cele două pavări hexagonale suprapuse. Numărul de dale care sunt  la {\displaystyle i} pași de orice dală dată, pentru {\displaystyle i=0,1,2,\dots }, este dat de șirul
{\displaystyle 1,5,11,16,21,27,32,37,\dots }
în care, după primii trei termeni, fiecare termen diferă cu 16 de termenul anterior la trei pași din succesiune. Se pot defini șiruri analoage pentru vârfurile pavării în loc de vârfurile dalelor, dar, deoarece există două tipuri de vârfuri (de gradul trei și gradul patru), există două șiruri. Șirul de gradul patru este aceeași ca și cel pentru pavarea pătrată.

## Cazuri particulare

### Pavarea Catalan
Pavarea pătrată snub, formată din două pătrate și trei triunghiuri echilaterale în jurul fiecărui vârf, are ca duală pavarea Cairo bilaterală. Pavarea Cairo se poate forma din dalele pătrate snub prin plasarea unui vârf al dalelor Cairo în centrul fiecărui pătrat sau triunghi al dalelor pătrate snub și conectarea aceste vârfuri prin laturi atunci când provin din dale adiacente. Pentagoanele acestea pot fi circumscrise în jurul unui cerc. Au patru laturi lungi și una scurtă cu lungimi în raportul {\displaystyle 1:{\sqrt {3}}-1}. Unghiurile acestor pentagoane formează secvența 120°, 120°, 90°, 120°, 90°.
Pavarea pătrată snub este o pavare arhimedică, iar ca duală a unei pavări arhimedice, această formă a pavării pentagonale din Cairo este o pavare Catalan sau pavare Laves. Este una din cele două pavări pentagonale monoedrice care, atunci când dalele au suprafața o unitate, minimizează perimetrul plăcilor. Cealălată este, de asemenea, o pavare prin pentagoane circumscrise cu două unghiuri drepte și trei unghiuri de 120°, dar cu cele două unghiuri drepte adiacente; există, de asemenea, o infinitate de pavări formate prin combinarea ambelor tipuri de pentagoane.

## Pavări cu laturi coliniare

Forma coliniară a pavării Cairo, cu pentagoane cu coordonate întregi, formată prin aplatizarea a două pavări hexagonale regulate perpendiculare

Pentagoane cu coordonate întregi ale vârfurilor {\displaystyle (\pm 2,0)}, {\displaystyle (\pm 3,3)} și {\displaystyle (0,4)}, cu patru laturi egale mai scurte decât latura rămasă, formează o pavare Cairo ale cărei două forme hexagonale se obțin prin aplatizarea în raport de {\displaystyle {\sqrt {3}}} a două pavării perpendiculare cu hexagoane regulate situate în direcții perpendiculare. Această formă a pavărilor Cairo moștenește proprietatea pavărilor cu hexagoane regulate (neschimbate de aplatizare), că fiecare latură este coliniară cu infinite alte laturi.

### Pavări cu laturi de lungime egală
Pentagonul regulat nu poate forma pavări Cairo, deoarece nu pavează planul fără goluri. Există un pentagon echilateral unic care poate forma o pavare Cairo de tip 4; are cinci laturi egale, dar unghiurile sale sunt inegale, iar pavarea sa este simetrică bilateral. Multe alte pentagoane echilaterale pot forma pavări Cairo de tip 2.

## Aplicații
Mai multe străzi din Cairo au fost pavate cu forma coliniară a pavărilor Cairo; această aplicație este originea numelui pavării. Începând din 2019 acest model poate fi văzut ca un decor al suprafețelor dalelor din pavările pătrate din apropierea podul Qasr El Nil și a stației de metrou El Behoos; alte versiuni ale pavărilor apar în alte părți din oraș. Unii autori, inclusiv Martin Gardner, au scris că acest model este folosit pe scară largă în arhitectura islamică și, deși această afirmație pare că s-a bazat pe o neînțelegere, modele asemănătoare pavărilor Cairo sunt vizibile pe mormântul lui I'timād-ud-Daulah din secolul al XVII-lea din India, iar pavarea Cairo însăși a fost găsită pe o jali mogulă din secolul al XVII-lea.

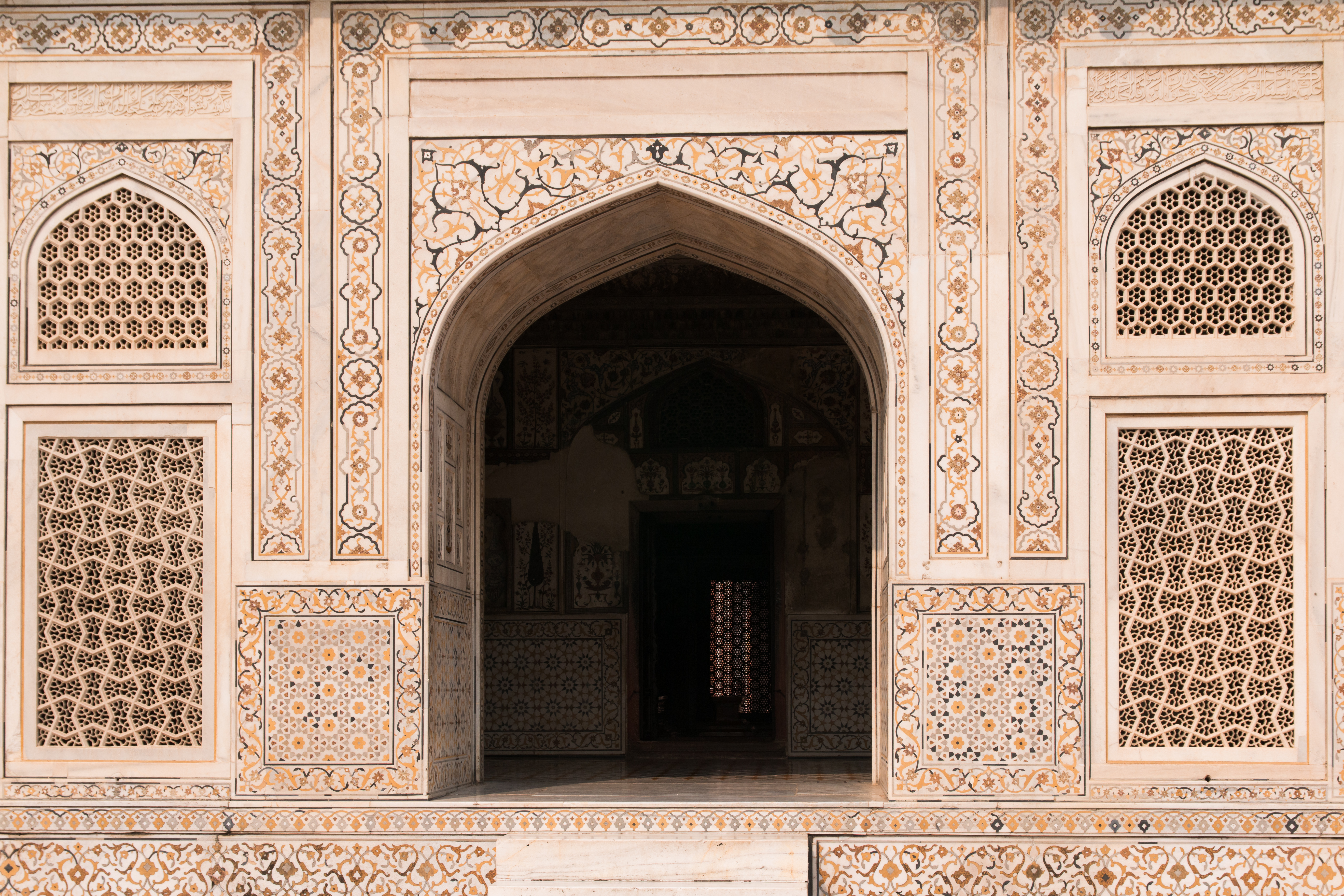
Mormântul lui I'timād-ud-Daulah, cu panouri laterale dreptunghiulare asemănătoare pavării Cairo
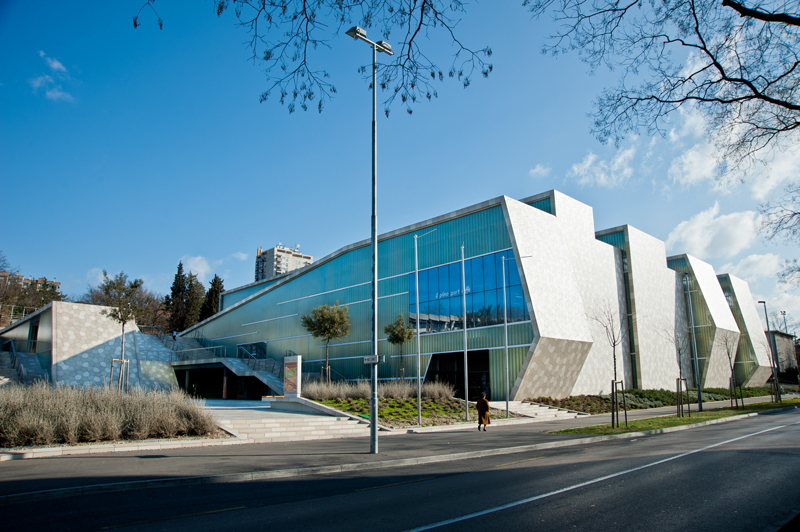
Centar Zamet, cu pavare Cairo vizibilă pe pereți
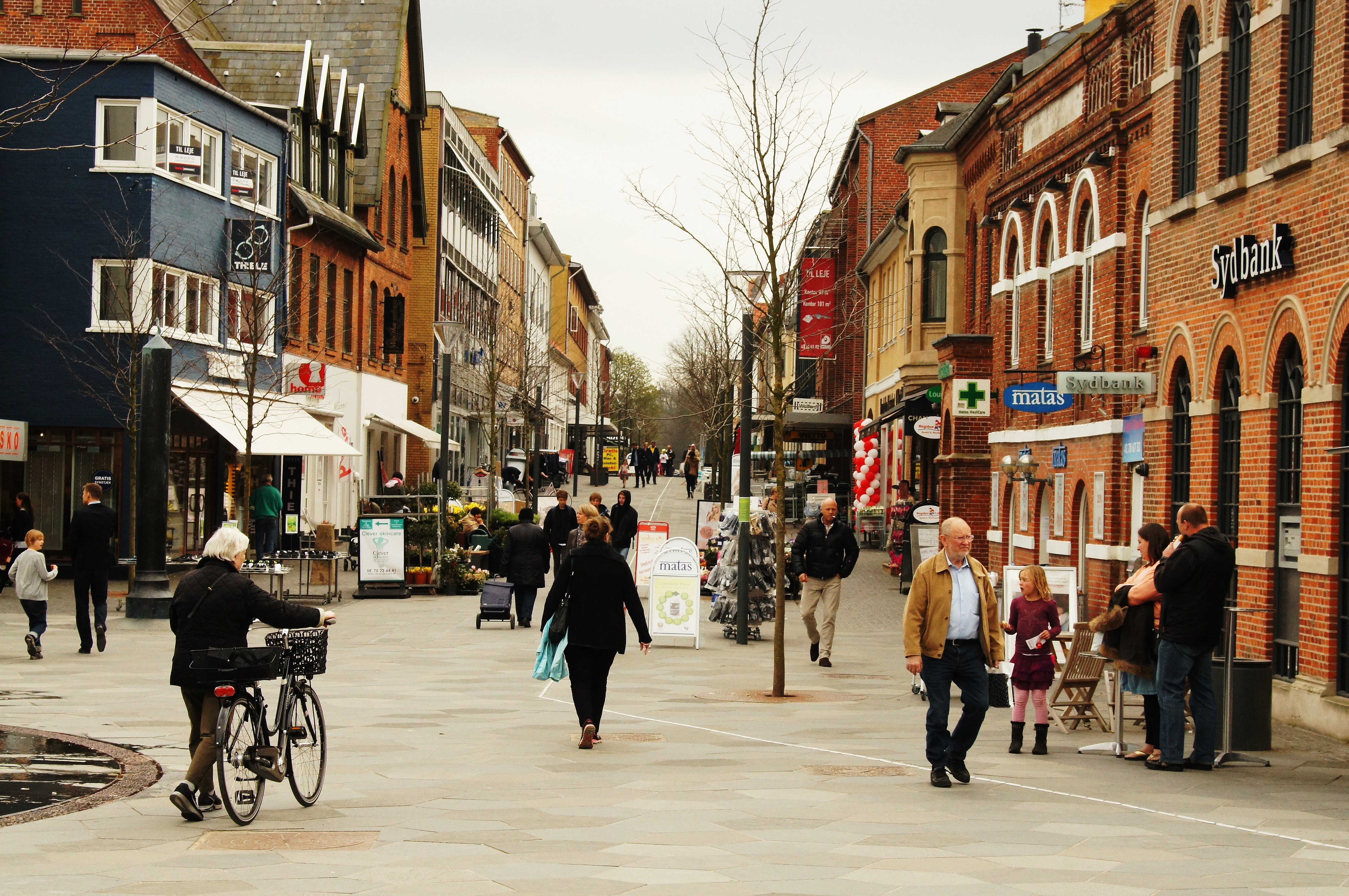
Pavare Cairo în Hørsholm, Danemarca

Una dintre cele mai vechi descrieri despre pavările Cairo ca model decorativ apare într-o carte despre modelele textile din 1906. Inventatorul H. C. Moore a înregistrat un brevet american asupra dalelor care formează acest model în 1908. Aproximativ în același timp, Villeroy & Boch au creat o linie de dale ceramice pentru podele cu modelul de pavare Cairo, folosită în foaierul Laeiszhalle din Hamburg. Pavarea Cairo a fost folosită ca model decorativ în multe proiecte arhitecturale recente, de exemplu centrul orașului Hørsholm este pavat cu acest model, iar Centar Zamet, o sală de sport din Croația, îl folosește atât pentru pereții exteriori, cât și pentru pavaj.
În cristalografie această pavare a fost studiată în 1911. A fost propusă ca structură pentru cristale stratificate de hidrați, anumiți compuși ai bismutului și fierului, și pentagrafenului (o structură ipotetică din carbon pur). În structura pentagrafenului, laturile incidente în vârfurile de gradul patru formează legături simple, în timp ce marginile rămase formează legături duble. În forma sa hidrogenată, în pentagrafen toate legăturile sunt simple, iar a patra legătură a atomilor de carbon din vârfurile de gradul trei ale structurii îi leagă de atomii de hidrogen.
Pavarea Cairo a fost descrisă ca fiind una dintre „modelele geometrice preferate” ale lui M. C. Escher. L-a folosit ca bază pentru desenul său Shells and Starfish (în română Cochilii și stele de mare) (1941), în segmentul „albine pe flori” din Metamorphosis III (1967–1968) și în alte câteva desene din 1967–1968. O imagine a acestei pavări a fost folosită pe coperta primei ediții a Regular Complex Polytopes (în română Politopuri complexe regulate) din 1974 de H. S. M. Coxeter.